# بارچخویوتار
بارچخویوتار (به لاتین: Barchkhoyotar) یک منطقهٔ مسکونی در روسیه است که در شهرستان نوولاکسکی واقع شده‌است.